# Jackie Mason
Jackie Mason, född Yacov Moshe Hakohen Maza den 9 juni 1928 i Sheboygan, Wisconsin, död 24 juli 2021 på Manhattan i New York, var en amerikansk ståuppkomiker och skådespelare.
Han kom från en judisk familj med flera generationer som var rabbiner. Han föddes i Sheboygan i Wisconsin, men när han var fem år flyttade han med sin familj till Lower East Side på Manhattan i New York.
Hans typ av komik bygger rent generellt på skämt om judars beteenden, politik och även observationskomik.